# Kilim grzebyczkowy
Kilim grzebyczkowy (gobelin) – tkanina dekoracyjna, w splocie płóciennym, wykonywana ręcznie na krosnach pionowych. Często w odniesieniu do tych tkanin używane jest określenie tkany obraz. Na ogół podobnie jak obraz tkanina ma charakter unikatowy, nie ma dwóch identycznych gobelinów.

## Stosowane nazwy
Najwcześniejsze tkaniny tego typu nazywano arrasami, tapiseriami, oponami  lub szpalerami, dopiero w drugiej połowie XVII wieku pojawiła się nazwa – gobelin. Nazwa pochodzi od nazwiska francuskich farbiarzy Gobelin. Na wykupionych od nich ziemiach Ludwik XIV założył manufakturę wytwarzającą gobeliny. Współcześnie wykonywane tą techniką tkaniny nazywa się kilimami grzebyczkowymi. Technika wykonania jest identyczna, zmieniły się tylko materiały.

Pionowy warsztat tkacki

Nazwa kilim stosowana jest również do innych wyrobów ludowych i artystycznych:
- kilim – rodzaj dwustronnej tkaniny dekoracyjnej, najczęściej typu pasiak, wykonywanej w całości (osnowa i wątek) z przędzy wełnianej na warsztacie poziomym. Wykonywany splotem skośnym lub płóciennym. Wprowadzany wątek, przybijany płochą, tworzy linię prostą.
- kilim płochowy, nazywany również szpareczkowym – tkanina dekoracyjna, dwustronna wykonywana w splocie płóciennym na grubej osnowie lnianej, grubym (najczęściej ręcznie przędzionym) wątkiem wełnianym. Tkanina wykonywana jest na warsztacie poziomym lub pionowym, wątek wprowadzany ręcznie, przybijany jest płochą, stąd krawędź tkaniny stanowi linię prostą. W prostszych warsztatach bez mechanizmu bidłowego, wątek przybija się grzebyczkiem.

## Technika wykonywania
Jest to tkanina jednostronna. Cechą charakterystyczną tej grupy tkanin jest całkowite przykrycie osnowy przez wątek i widoczne po lewej stronie końce (kilka cm) wątków. Bardzo mocno naprężona osnowa jest tylko elementem nośnym, wzór (obraz) tworzy kolorowy wątek. Tak wykonany gobelin ma najczęściej tylko jedno zastosowanie, jest tkaniną dekoracyjną, w przeciwieństwie do wcześniejszych gobelinów, które często wykorzystywano na obicia mebli jako materiały tapicerskie.
Wykonywanie gobelinu rozpoczyna się od przygotowania wzoru (obrazu). Najczęściej przygotowuje go artysta plastyk lub malarz. Następnie układa się taki obraz na dużym stole i przykrywa kalką techniczną. Na kalce obrysowuje się kontury poszczególnych barw składających się na obraz. Następnie przez kalkę ołówkową przenosi się obrysy plam barwnych na białe wyprasowane płótno. Tak przygotowane płótno nazywa się konturówką.

### Materiały
Osnowa jest najczęściej wykonana z mocnej, nitkowanej, szarej przędzy lnianej lub wełnianej, wątek z różnej grubości  zgrzebnej przędzy wełnianej. Jako wątek stosuje się najczęściej grubą, pojedynczą, o małym skręcie, ręcznie przędzioną przędzę wełnianą, ale również przędze z innych surowców, jak np. jedwab, len, bawełna, a nawet wąskie ścinki futer, tkanin, czy metalowe lub metalizowane nitki. Zastosowanie jako wątku wielu różnych materiałów daje w tkaninie dodatkowe efekty plastyczne, które chętnie są wykorzystywane przez twórców tkanin artystycznych. Zależnie od obrazu jaki ma zostać przedstawiony na gobelinie, twórca musi sobie przygotować odpowiednio wiele odcieni kolorów wątku. Najczęściej twórcy barwią białą przędzę przeznaczoną na wątek samodzielnie, używając do tego celu dostępnych barwników do tkanin.

### Tkanie
Ponieważ kilimy grzebyczkowe mają niewielką długość, można je wykonywać w dwojaki sposób:
- z wykorzystaniem prostej ramy wykonanej z drewna, o wymiarach nieco większych niż przyszły wyrób. Na przeciwległych bokach ramy (górnym i dolnym) wbija się małe gwoździe w odstępach ok. 5 mm, między którymi przeplata się nitki (nitkę) osnowy, tworząc płaszczyznę równolegle ułożonych nitek. Pierwszą i ostatnią nitkę często wzmacnia się przez wstawienie dodatkowej nitki. Na tak przygotowanej osnowie wykonuje się tą samą przędzą, jaka użyta została na osnowę, odcinek ok. 3–5 cm tkaniny w splocie płóciennym.
- z użyciem krosna pionowego. Osnowę o długości kilku metrów nawija się na wałek osnowowy, przewleka nitki kolejno: nieparzyste do pierwszej, a parzyste do drugiej nicielnicy. Następnie przewleka się przez płochę po dwie nitki do jednej szczeliny i końce przymocowuje się do wałka tkaninowego. Podobnie jak w pierwszym przypadku, wykonuje się ok. 3–5 cm tkaniny w splocie płóciennym, wątkiem z tego samego materiału co osnowa.

W obu przypadkach osnowa musi być bardzo mocno naprężona.

Grzebyk kilimowy.
Widok z góry i z lewej

Do tak przygotowanego paska tkaniny przyszywa się przygotowaną wcześniej konturówkę, którą przymocowuje się pod osnową w taki sposób, żeby kontury plam barwnych były widoczne pomiędzy nitkami osnowy. Wzór (obraz) ustawia się obok krosna w dobrze oświetlonym miejscu, służy on do dobierania i porównywania kolorów wątku. Wykonywana tkanina powinna być dokładnym odwzorowaniem obrazu.
Technika wykonywania kilimu grzebyczkowego odbiega dość zasadniczo od wykonywania innych tkanin. W trakcie tkania nie można wyróżnić tzw. krawędzi tkaniny, ponieważ wątek układany jest w taki sposób, aby wypełniał obszar w którym występuje dany kolor. Pracę wykonuje się wypełniając kolejno plamy barwne dobranymi kolorami wątku. Tworzą się w ten sposób tzw. pagórki, tak więc krawędź tkaniny tworzy linię mocno pofalowaną. Końce przędzy wątkowej o długości kilku centymetrów zostają przeciągnięte na lewą (dolną) stronę. Ponieważ wiele fragmentów tkaniny wykonanych jest bardzo krótkimi odcinkami wątku, obcięcie tych końcówek spowodowałoby osłabienie spójności tkaniny. Wprowadzane odcinki wątku nie mogą być przybijane bidłem, ponieważ "krawędź tkaniny" jest linią krzywą. Do tego celu służy specjalny, bardzo ciężki stalowy grzebyk (od niego pochodzi nazwa kilim grzebyczkowy), przypominający widelec. Wątek wprowadzany jest bardzo luźno i przybijany bardzo mocno, ponieważ musi on całkowicie przykryć nitki osnowy. Widoczne nitki osnowy są błędem. Pionowy układ tkaniny na krośnie ułatwia wykonywanie tej pracy. Po wykonaniu całego obrazu pracę kończy ponowne wykonanie odcinka tkaniny tą samą przędzą co osnowa. Podczas pracy tkacz musi kontrolować szerokość tkaniny, ponieważ zbyt duże naprężenie wątku powoduje jej zwężanie.

## Wykończenie
Po odcięciu osnowy w odległości kilkudziesięciu centymetrów od końca tkaniny i zdjęciu wyrobu z krosna, mocno naciągniętą tkaninę przybija się do płaskiego blatu w celu ustabilizowania jej wymiarów. Często tak naprężoną tkaninę dodatkowo zrasza się wodą, co przyspiesza proces stabilizacji. Ostatnim zabiegiem jest ewentualne wykonanie frędzli z pozostałych końcówek osnowy.